# Острава-город
Район Острава-город (чеш. Okres Ostrava-město) — один из 6 районов Моравскосилезского края Чехии. Административным центром является город Острава. Площадь составляет 331,53 км², население — 342 918 человек (плотность населения — 1 034,35 человек на 1 км²). Район состоит из 13 населённых пунктов, в том числе из 4 городов.

## Города
| Город      | Население (31 декабря 2005) |
| ---------- | --------------------------- |
| Острава    | 310 913                     |
| Вратимов   | 6 950                       |
| Шенов      | 5 919                       |
| Климковице | 4 137                       |